# داوید ساسونی

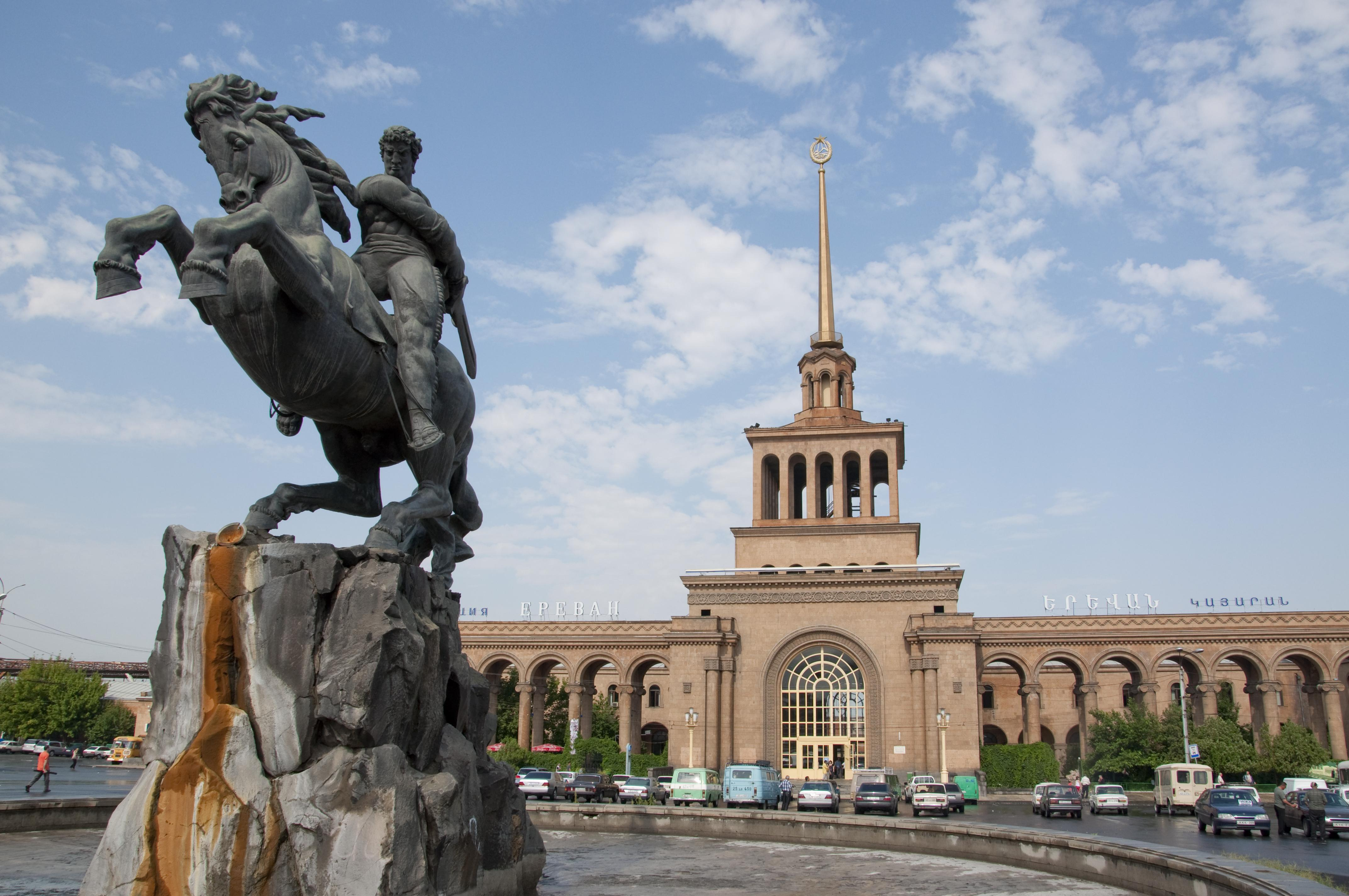
تندیس داوید ساسونی، در ایروان-ساخته شده در سال ۱۹۵۹ میلادی، بدست یرواند کوچار

ساسونتسی داویت یا داوید ساسونی (به زبان ارمنی Սասունցի Դավիթ به زبان انگلیسی David of Sassoun) یا ساسنا تْسرِر (به زبان ارمنی Սասնա ծռեր به زبان انگلیسی Daredevils of Sasun)، یکی از پهلوانان میهنی ارمنستان است که در زمان یورش اعراب ایستادگی زیادی از خود نشان داد. از این حماسه به نام‌های مختلفی یاد کرده‌اند؛ از آنجایی که مکان اصلی داستان استان ساسون، ارمنستان غربی بوده حماسه به نام ساسنا دزرِر یا ساسنا تْسرِر (sasna dzrer) نیز مشهور شده‌است. (ساسنا) به معنی اهل ساسون و (دزرِر - تْسرِر) به معنی شخص بسیار دلیر و مجنون است.
ساسونتسی داویت دارای ارزش‌های والای آرمانی و زیبائی شناسانه است. مردم قهرمان سمبولیک خود داویت را با ویژگی‌های عالی و برجسته فوق انسانی پرورده‌اند. میهن پرستی سوزان و لغزش ناپذیر، انسان‌دوستی، مهرورزی و دلبستگی به زحمتکشان و ستمدیدگان از هر ملیت و نژاد، خوشبینی و امید به پیروزی نیکی و زیبائی و عدالت بر پلیدی و زشتی و ستم، از ویژگی‌های ذاتی این قهرمان ملی افسانه‌ای است.
حماسه ملی ساسونتسی داویت که از چهار بخش (ساناسار و باغداسار، مهر بزرگ، داویت، مهر کوچک)، تشکیل یافته به بسیاری از زبان‌های دنیا ترجمه گردیده و در میان ملت‌های جهان اثری شناخته شده‌است. از آنجایی که در حماسه ملی افسانه‌ای یاد شده جز «داویت» و «مهر» قهرمانان دیگری نیز وجود دارند، آن را «دلیران ساسون» و «شجاعان ساسنا» نیز می‌نامند.

## تاریخ

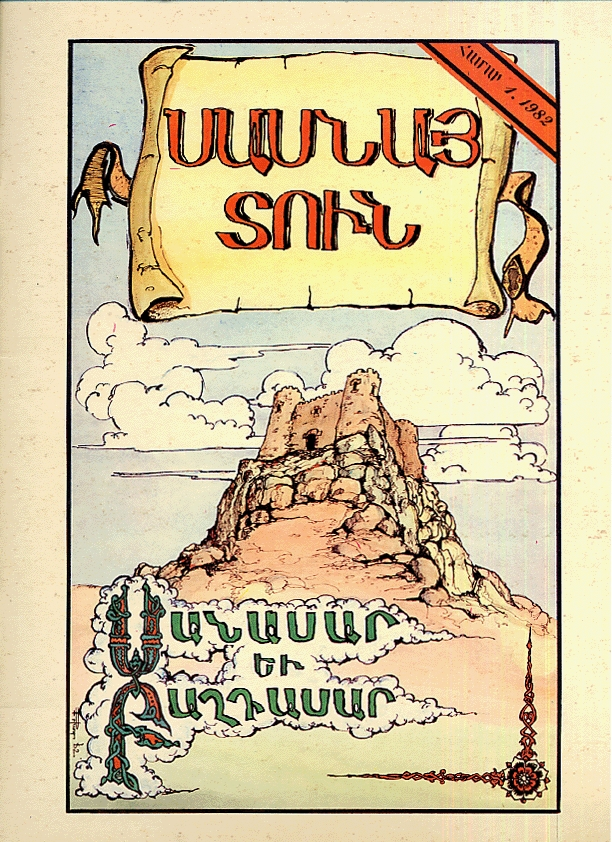

حماسه داوید ساسونی یا ساسنا تسرر بر مبنای جنگ‌های میان اعراب و ارمنیان در سده‌های میانه، نگاشته شده‌است. نخستین حمله اعراب به ارمنستان در سال ۶۴۰ میلادی در زمان عمر بن خطاب، خلیفه دوم، اتفاق افتاد. اعراب برای دومین بار در سال ۶۴۵ میلادی، به ارمنستان حمله بردند. حمله دوم در زمان خلیفه سوم، عثمان بن عفان بود. در این زمان سپاهیان عرب دست به کشتار زدند و ویرانی‌های بسیاری به بار آوردند. سپس در زمان خلیفه هارون الرشید، اخذ مالیات شکل غارت آشکار به خود گرفت و سخت‌گیری‌های مذهبی که گه گاه پیش می‌آمد زمینه‌هایی برای شورش پدید آورد. بدین ترتیب به دو سده ارمنیان تحت سیطره اعراب باقی ماندند. از سال ۸۴۸ میلادی قیام ارمنیان در مقابل اعراب وارد مرحله جدیدی شد.
در این مورد در نوشته‌های مربوط به تاریخ ارمنستان آمده است:
«چندین لشکر عرب درهم شکسته شدند و یک گروه از این لشکریان توسط کوه نشینان دلاور ساسون به کلی نابود شدند لیکن لشکر عظیمی به سرکردگی «یوسف بن محمد»، برای مقابله با «سمبات باگراتونی» که رهبر قیام کنندگان بود، به ارمنستان اعزام شدند و سمبات باگراتونی را دستگیر کرده به بغداد فرستاد.»
این اتفاقات پایه‌ای برای خلق حماسه ملی ارمنی به نام (داوید ساسونی) یا (دلاوران ساسون) یا (ساسنا تسرر) شد و تمامی قهرمانان اصلی حماسه به شکل اسطوره درآمدند. این حماسه با نگارش‌های گوناگون نسل به نسل تا به امروز به ما رسیده است. اولین بار در سده شانزدهم میلادی، نویسندگان پرتغالی (تنریون و آلونسون) این وقایع را به رشته تحریر درآوردند.

## داستان حماسی داوید ساسونی
این حماسه از چهاربخش تشکیل شده‌است. هر کدام از بخش‌های اصلی با نام قهرمانان اصلی آن نامیده شده‌اند و عبارتند از: ۱:ساناسار و باغداسار ۲:مهر بزرگ ۳:داوید ساسونی ۴:مهر کوچک
- بخش اول:

خلیفه اعراب در بغداد و «گاگیک شاه صلیب پرست» در ارمنستان بر (برج کبود)، حکومت می‌کرد. شاه ارمنستان به خلیفه مالیات می‌پرداخت، وی دختری به نام «تسووینار» داشت که در زیبایی زبانزد بود. یک روز که مالیات بگیران خلیفه برای انجام وظیفه نزد شاه ارمنستان آمده بودند دختر «ماهروی شاه» را دیدند و چون به بغداد بازگشتند وصف او را نزد خلیفه کردند. خلیفه دختر زیبا را از پدر خواستگاری می‌کند و البته با مخالفت روبرو می‌شود. خلیفه با شنیدن جواب رد، به ویرانگری می‌پردازد و ارمنستان را به خاک و خون می‌کشد. دختر شاه، با دیدن وضعیتی که پیش آمده از پدر می‌خواهد تا با این ازدواج موافقت کند. دختر قبل از رفتنش به بغداد روزی در کناره‌های دریاچه وان گردش می‌کرد که ناگهان احساس تشنگی شدیدی کرد و از خداوند خواست تا چشمه‌ای در آنجا به وجود آورد؛ ناگهان معجزه‌ای رخ داد و چشمه‌ای به نام «کاتن آقبیور» از میان کوه سرچشمه گرفت. دختر یک مشت پُر و یک نیم مشت از آن آب را نوشید و آبستن شد.
پس از چندی او عازم بغداد شد و در آنجا عزلت گزید و به سوگواری پرداخت؛ پس از چندی شاه از حاملگی زنش با خبر شد و قصد کشتن او را کرد. تسووینار با خواهش و تمنا از او خواست که تا تولد کودک از انجام این کار دست نگهدارد. چندی گذشت و دو پسر از او زاده شد. یکی از پسران که از آب پُرمشت به وجود آمده بود، درشت اندام و دیگری که از آب نیم مشت به وجود آمده بود ریزاندام بودند. نام پسر اول را «ساناسار» و دومی را «باغداسار» می‌گذارند. پس از تولد کودکان خلیفه ده سال از کشتن مادرشان چشم می‌پوشد و به او مهلت می‌دهد تا بچه‌ها را بزرگ کند. پس از ده سال وقتی جلادان آماده می‌شدند تا گردن تسووینار را بزنند، دو برادر دلیر و قدرتمند با آنان و سپاه خلیفه می‌جنگند و بر آنان چیره می‌شوند.
تسووینار شبانه دو پسرش را به ارمنستان فراری می‌دهد و آنان در ارمنستان قلعه بزرگی را بنا می‌کنند و آن را ساسون می‌نامند. پس از آن عازم بغداد می‌شوند خلیفه را می‌کشند و مادرشان را به میهن باز می‌گردانند و به‌آباد کردن قلعه ساسون می‌پردازند. ساناسار به کمک برادرش در شهر «برنجی» با دختری به نام «وُسکه تسام» یعنی گیس طلایی، ازدواج کرده صاحب سه فرزند به نام‌های (ورگو، دزِنوو اوهان و مهر) می‌شود.
- بخش دوم:

«مهر کوچک» جانشین ساناسار می‌شود زیرا از برادرانش دلیرتر بود. وی را به دلیل اینکه با شیر عظیمی دست و پنجه نرم کرده و دهان شیر را از وسط دو نیمه کرده بود، لقب شیر یا شیری شکل را دادند. او با دیو سفید جنگید، او را کشت و دختری زیبا رخ به نام «ارمغان» را نجات داد و با وی ازدواج کرد.
در این دوران قلعه ساسون به پادشاه مصر، مالیات می‌پرداخت؛ پس از مدتی مهر از دادن عوارض و مالیات به پادشاه مصر سرپیچی کرد و با او به نبرد تن به تن پرداخت. وقتی پادشاه مصر دید که از عهده مهر برنمی آید از در آشتی درآمد و از گرفتن مالیات صرف نظر کرد. پس از مرگ پادشاه مصر، همسر او «ایسمیل خاتون» برای داشتن فرزندی قوی و دلیر از مهر و با نیتی خاص، از او می‌خواهد که بیاید و از کشورش سرپرستی کند.
مهر نزد او می‌رود؛ او با شیرین زبانی و حیله و خوراندن شراب‌های تند، مهر را هفت سال نزد خود نگه می‌دارد. او از مهر دارای فرزندی می‌شود که به یاد همسرش وی را «مصراملیک» (پادشاه مصر)، نام می‌نهد. مهر پس از مدتی به ساسون بر می‌گردد. ارمغان و مهر با هم قرار گذاشته بودند که اگر خداوند به آنان فرزندی عطا کند پس از تولد کودک، خودشان بمیرند. پس از گذشت چندی ارمغان صاحب فرزند پسر می‌شود و نامش را «داوید» می‌گذارند و طبق قراری که گذاشته بودند خودشان چشم از جهان می‌بندند.
- بخش سوم:

«داوید» نوجوان به گله داری و چوپانی و شکار مشغول بود. او دیوهای حرم را که ساسون را به تاراج برده بودند می‌کشد و انبارها را پُر از نعمت و مایحتاج مردم می‌کند. پادشاه مصر از فکر کشتن داوید آرامش نداشت و یکی از سرداران خود بنام «خل باشی» را با سپاه فراوان برای نبرد با او می‌فرستد. داوید یک تنه تمام سپاه دشمن را تار و مار می‌کند؛ سپس پادشاه مصر شخصی به نام «کوزبادین» را به ساسون می‌فرستد تا داوید را کشته، مالیات هفت ساله را جمع‌آوری کرده برگردد. داوید آنان را هم شکست می‌دهد و کوزبادین را با استهزاء و تمسخر به کشورش برمی گرداند. پس از این اتفاق پادشاه مصر تمامی سپاهش را جمع کرده و خود شخصاً به ساسون حمله می‌برد. داوید با سپاه وی می‌جنگند و با یک ضربه شمشیر متجاوز را از وسط به دو نیم می‌کند.
چندی پس از این فتح، داودید را به عقد «چامشکیک سلطان» درمی آورند. اما داوید چون وصف زیبایی «خاندوخت خاتون» دختر شاه «کاپودکُق» را از عاشقان و خنیاگران می‌شوند، با ارائه شجاعت‌های فراوان با او ازدواج می‌کند. داوید برای مدت هفت سال به گرجستان رفت؛ در آن زمان خاندوخت صاحب پسری شد که او را «مهر» نامید. مهر روزی تصمیم می‌گیرد که برود و پدرش را بیابد؛ در راه با داوید روبرو می‌شود و پدر و پسر بدون اینکه همدیگر را بشناسند، با هم به نبرد تن به تن می‌پردازند. ناگهان در ضمن نبرد داوید دستبند خود را بر بازوی مهر می‌بیند، و در می‌یابد که او فرزند خودش است.
داوید از اینکه فرزندش جسارت کرده و با او جنگیده است، نفرینش می‌کند و می‌گوید: «بی مرگ (جاودانه)، و بدون وارث (فرزند)، بمانی.» داوید به دست دختر چامشکیک سلطان به وسیله تیری زهرآگین کشته می‌شود. با شنیدن این خبر خاندوخت خاتون خود را از بالای برج به پایین پرتاب می‌کند.
- بخش چهارم:

مهر، پس از آنکه جانشین پدر می‌شود، با سپاه هفت پادشاه که دشمنان پدرش بودند می‌جنگد و بر آنان پیروز می‌شود. سپس برای گرفتن انتقام مرگ پدر، با سپاه «چامشکیک سلطان» می‌جنگند و آن‌ها را تار و مار می‌کند. پس از این مهر با «گوهر زیبارخ» ازدواج می‌کند ولی نفرین پدر کارگر شده و او هم بی مرگ شده و هم صاحب فرزندی نمی‌شود.
گوهر زیبارخ می‌میرد. خاک و زمین کهنسال ساسون، دیگر زیر پای مهر استقامتی نداشت و مهر آخرین دلیر ساسون، خود را در غاری به نام «واناکار» محبوس می‌کند. سالی دو بار غار باز می‌شد و مهر از آنجا چنین پیغامی می‌فرستاد که:
«تا در این جهان شَر و بدی هست من در اینجا می‌مانم. وقتی جهان ویران شده، دوباره ساخته شود، وقتی گندم به اندازه ماسور و جو به اندازه یک گردو شود، آن زمان دستوری داده خواهد شد تا من از اینجا خارج شوم.»

## صفات قهرمانان حماسه
تمامی قهرمانان ساسون در صفات دلاوری و انسانی مشترک هستند و ساناسار، باغداسار، مهر بزرگ، مهر کوچک و داوید دارای زیبایی چهره، ظاهر و قدرت اسطوره‌ای هستند. ساناسار و باغداسار، دارای صفاتی چون ایزدان اسطوره‌ای ارمنیان یعنی هایک (اسطوره)، واهاگن و غیره توصیف شده‌اند. قدرت و دلاوری آنان از اعمالشان پیدا است و از این جهت نیز شبیه به قهرمانان اسطوره‌ای هستند. آنان قدرت خویش را از طبیعت مادری و آب و خاک پدری خود به دست می‌آوردند.
تمامی قهرمانان این حماسه انسان‌های واقعی هستند که دارای صفاتی مانند سادگی، انسان دوستی و آزاد خواهی هستند. قهرمانان ساسون برای رهایی و رفاه ملت خود شمشیر به دست می‌گرفتند و با دزدان، زورگویان، مأموران دریافت مالیات و سپاه عظیم دشمن می‌جنگیدند. قهرمانان ساسون بسیار فداکار و دست کار بوده و به قولهایی که می‌دادند، وفادار می‌ماندند. آنان با مکر، حیله و ننگ ناآشنا بودند. آنان به فداکاری اشتهار داشتند و حاضر بودند به خاطر کشور، خانواده و ملت خود فدا شوند و بمیرند. آنان قهار و بی رحم نبودند و از ظلم و زور و اسارت تنفر داشتند و صاحب قلبهایی رئوف و پُر از احساس بودند.

## حماسه شاهنامه و داوید ساسونی
در اینجا می‌توان به چند نکات متشابه که در دو حماسه شاهنامه و داوید ساسونی وجود دارد اشاره کرد.
در هر دو حماسه باید مشخص کرد که هر کدام از حماسه‌ها به چه گروه مربوط می‌شوند. شاهنامه حماسه‌ای است اسطوره‌ای و پهلوانی و داوید ساسونی حماسه‌ای است تاریخی - دینی و اسطوره‌ای.
- در داستان رستم و سهراب، پدر و پسر رو در روی هم قرار گرفتند و سهراب حریف را نشناخت و رستم حاضر نشد خود را معرفی کند، گویا مقدرات دست به دست هم داده بودند که پسر به دست پدر کشته شود؛ ولی در داستان داوید و مهر پدر و پسر بدون اینکه همدیگر را بشناسند، با هم به نبرد تن به تن می‌پردازند. ناگهان در ضمن نبرد داوید دستبند خود را بر بازوی مهر می‌بیند، و در می‌یابد که او فرزند خودش است. داوید از اینکه فرزندش جسارت کرده و با او جنگیده است، نفرینش می‌کند.
- هر دوی پهلوانان یعنی رستم و داوید با دختر غیرخودی ازدواج کردند. رستم با دختر پادشاه سمنگان ازدواج کرد و سهراب زاده شد. داوید نیز با دختر امیر تبریز ازدواج کرد و مهر متولد شد.
- اغراق در قدرت، در هر دو حماسه به چشم می‌خورد. سهراب رشد متعارف و معمول نداشت؛ زمانی که یک‌ماهه شد مانند یک ساله‌ها بود. در سه سالگی وارد میدان نبرد شد و در پنج سالگی جرئت و دلیری شیرمردان را داشت. مهر کوچک زمانی که چهل روزه بود، با هر نفسی که می‌کشید پارچه روی گهواره اش تا سقف بالا می‌رفت. در هفت سالگی چون کودکان هم سن خود نبود.
- دوری از پدرانشان؛ رستم یک شب را با تهمینه گذراند و پس از آن همدیگر را ندیدند. پس از تولد سهراب، رستم تنها به فرستادن سه یاقوت درخشان و سه بدره زر، بسنده کرد؛ تا اینکه سهراب تصمیم گرفت پدر را به تخت شاهی بنشاند. داوید نیز برای جنگ با دشمنان از قلعه ساسون خارج شد و چند سالی از وی خبری نشد؛ تا اینکه مهر تصمیم گرفت برای یافتن پدر عازم شود، در حالی که تا هفت سالگی پدرش را ندیده بود.
- نکته مشترک و مهم دیگر در هر دو داستان، روح ملی گرایی بیش از اندازه است. در شاهنامه، تورانی در برابر ایرانی قرار می‌گیرد و برتری ایرانی بر تورانی(سکاها) مطرح است. در داوید ساسونی عرب در برابر ارمنی قرار می‌گیرد و برتری ارمنیان به وسیله کردار آنان بیان شده‌است.

## ثبت در میراث فرهنگی و معنوی یونسکو
حماسه ملی «دلاوران ساسون» سومین اثر ثبت شده ارمنی در میراث فرهنگی و معنوی یونسکو محسوب می‌شود. در جریان برگزاری هفتمین نشست کمیسیون حفظ میراث معنوی یونسکو که از سوم دسامبر ۲۰۱۲ میلادی در پاریس آغاز شد و تا هفتم دسامبر ادامه داشت، حماسه ارمنی «دلاوران ساسون» در فهرست میراث معنوی یونسکو به ثبت رسید.